# Hiis
Hiis é uma comuna francesa na região administrativa de Occitânia, no departamento dos Altos Pirenéus. Estende-se por uma área de 3,03 km². Em 2010 a comuna tinha 259 habitantes (densidade: 85,5 hab./km²).